# Nguyễn Hồng Lâm
Nguyễn Hồng Lâm (sinh 11/1/1964, mất khoảng 26/12/2017) là cựu Chủ tịch UBND xã Nghĩa Hương; Chánh Văn phòng huyện ủy, Phó chủ tịch UBND huyện Quốc Oai từ 2006 và chủ tịch ủy ban nhân dân huyện Quốc Oai từ 5/7/2017 cho đến khi mất.

## Qua đời
Ông Nguyễn Hồng Lâm được cho là mất tích từ ngày 25/12/2017 và được tìm thấy thi thể ngày 3/1/2018.